# بنية البروتين

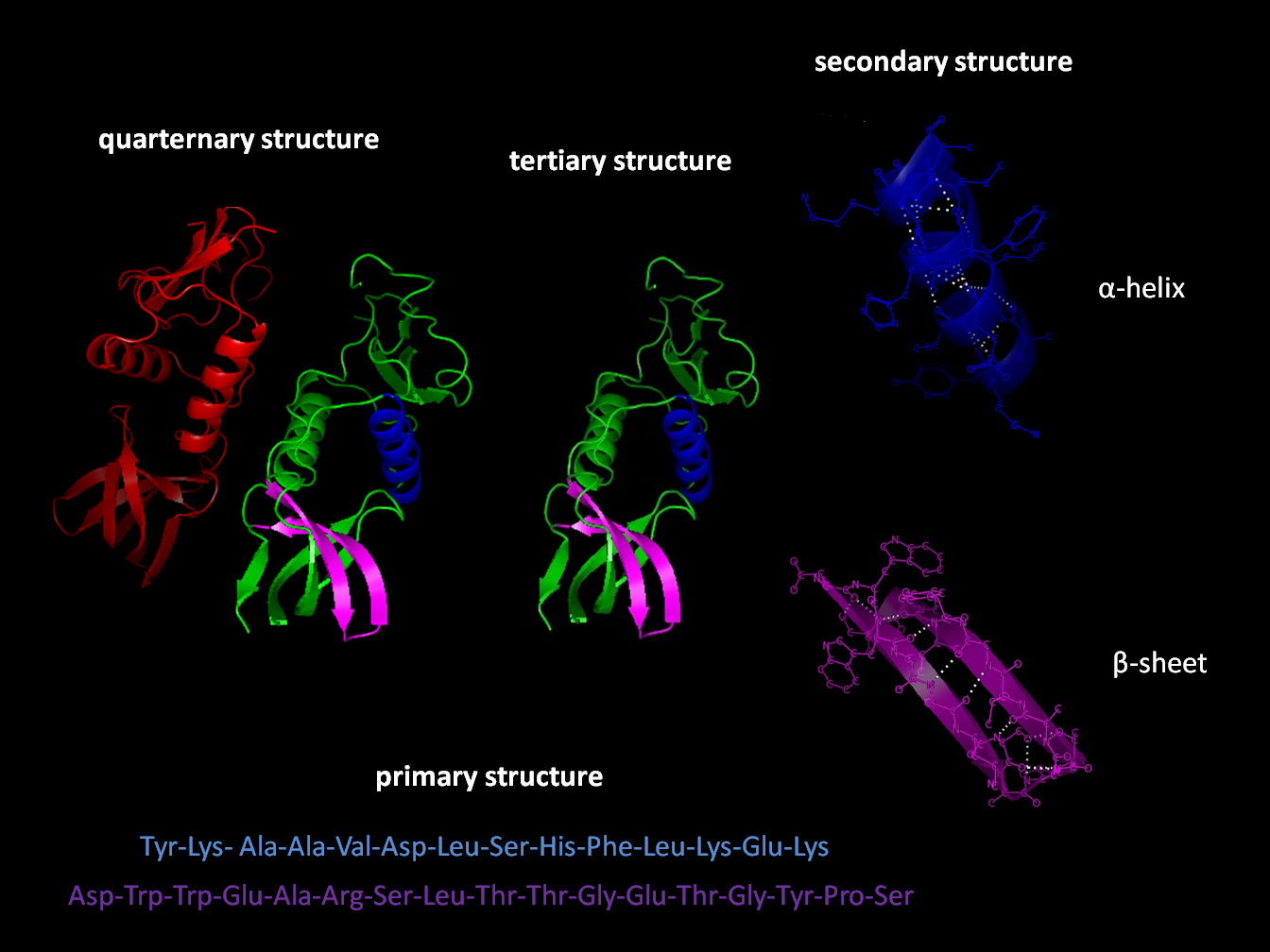

بنية البروتين هي البنية الجزيئية الحيوية لجزيء البروتين. كل بروتين هو بوليمر - وبالتحديد كل بروتين هو عديد الببتيد - وهو تسلسل مكون من عشرين حمضاً أمينياً إل ألفا (تعرف أيضاً بثمالات الأحماض الأمينية). ومن المتعارف عليه تعريف أي سلسلة مكونة من أقل من 40 ثمالة على أنها ببتيد وليس بروتين. حتى تكون البروتينات قادرة على تأدية وظائفها الحيوية، فإنها تطوى لتشكل نركيبات فراغية محددة يقودها عدد من التفاعلات اللاتساهمية، مثل الترابط الهيدروجيني، التفاعلات الأيونية، قوى فان دير فالس والحشو الكاره للماء. من أجل فهم وظائف البروتينات على المستوى الجزيئي، يكون من الضروري عادةً التعرف على بنيتها ثلاثية الأبعاد. وهذا هو موضوع المجال العلمي علم الأحياء البنيوي، وهو يستخدم تقنيات مثل دراسة البلورات بالأشعة السينية، مطيافية الرنين المغناطيسي النووي للبروتين وقياس تداخل الاستقطاب المزدوج من أجل تحديد بنيات البروتينات.

## مستويات بنية البروتين
تربط الأحماض الأمينية فيما بينها بواسطة روابط بيبتيدية بتدخل انزيمات الريبوزوم، مشكلةً سلسلة بيبتيدية، وهي أولى المستويات، وتدعى البنية الأولية.
انطواء السلسلة بشكل حلزوني (ألفا) أو بشكل متورق (بيتا)، وذلك بواسطة تشكل روابط هيدوجينية بين NH و CO، يعطي البنية الثانوية.
تتجمع السلاسل الثانوية ألفا وبيتا مع بعضها تاركة بينها نقاط انعطاف بواسطة مجموعة من الروابط، أهمها ثنائية الكبريت والكارهة للماء، لتعطي البنية الثالثية.
تتجمع البنيات الثالثية لتعطي مايعرف بتحت الوحدة (بنية رابعية) يميزها عدم وجود الرابطة الكبريتية،
و عند هذا المستوى يصبح البروتين وظيفي.

## اقرأ أيضا
- قيمة بيولوجية